# Khnumhotep e Niankhkhnum

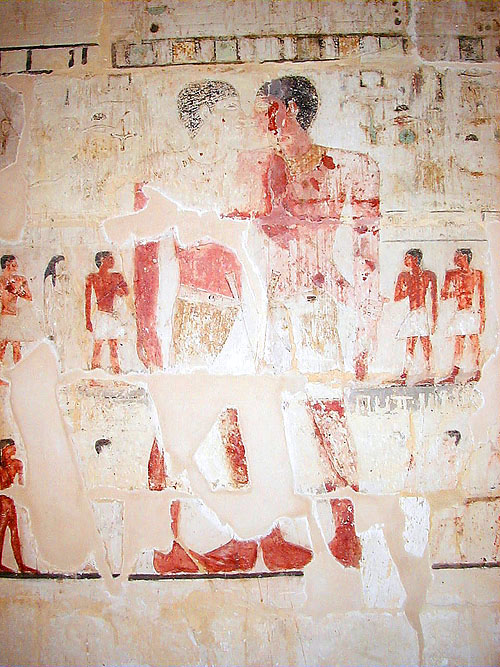
Khnumhotep e Niankhkhnum representados com suas crianças em um dos pilares da tumba.

Khnumhotep e Niankhkhnum foram serventes reais egípcios. Ambos compartilhavam o título de "supervisores dos manicuros" do palácio do rei Niuserré durante a V dinastia - cerca de  2400 a.C. - e são registrados como "confidentes reais" em suas tumbas conjuntas. Especula-se que eles representam o primeiro registro de união homossexual da História.
A tumba dos manicuros foi descoberta pelo arqueólogo Ahmed Moussa em 1964 na necrópole de Sacará, Egito e é a única naquele sítio onde são mostrados homens se abraçando e de mãos dadas.